# La Grande Évasion (bande dessinée)

La Grande Évasion est une série de bande dessinée parue aux éditions Delcourt depuis 2012. Chaque tome est scénarisé et dessiné par une équipe différente mais garde pour thème celui de l'évasion : un bagne dans le désert, un labyrinthe, une prison...

## Albums parus
1. Biribi, scénario de Sylvain Ricard, dessins d'Olivier Thomas (2012)
2. Le Labyrinthe, scénario de Mathieu Gabella, dessins de Stefano Palumbo (2012)
3. Void 01, scénario de Herik, dessins de Sean Phillips (2012)
4. Fatman, scénario de David Chauvel, dessins de Denys (2013)
5. Diên Biên Phu, scénario de Thierry Gloris, dessins d'Erwan Le Saëc (2013)
6. Tunnel 57, scénario d'Olivier Jouvray, dessins de Nicolas Brachet (2014)
7. Asylum, scénario de Serge Lehman, dessins de Dylan Teague (2014)
8. La Ballade de Tilman Razine, scénario de Kris, dessins de Guillaume Martinez (2014)